# Porschütz (Priestewitz)
Porschütz ist ein Ortsteil der Gemeinde Priestewitz im Landkreis Meißen in Sachsen. 

## Geografie und Verkehrsanbindung
Der Ort liegt südwestlich des Kernortes Priestewitz an der Kreisstraße K 8554. Die B 101 verläuft östlich. Eine Buslinie verbindet Porschütz unter anderem mit Großenhain und Priestewitz.
Südwestlich erstreckt sich das Naturschutzgebiet Seußlitzer Grund. Weiter westlich fließt die Elbe.